# Qatar Athletics Federation
La Qatar Association of Athletics Federation (QAAF, en arabe الاتحاد القطري لألعاب القوى ) est la fédération d'athlétisme du Qatar. Très active, elle se développe grâce aux pétro-dollars et à l'organisation de compétitions internationales de haut niveau, sans compter une politique de naturalisations massive et le développement de centres techniques de qualité comme l'Aspire Zone. Elle est notamment candidate à l'organisation des Championnats du monde d'athlétisme 2019 à Doha. Son président était Abdullah Ahmed al-Zaini qui est remplacé par Dahlan al-Hamad.